# FACE TO FACE (スターダストレビューのアルバム)
『FACE TO FACE』（フェイス・トゥ・フェイス）はスターダストレビュー1枚目のライブ・アルバム。1992年10月25日に発売された。

## 解説
1981年のメジャー・デビューから11年のキャリアを経て初めて発売されたライブ・アルバム。
翌11月には第2弾のライブ・アルバム『SECRET FACE』が発売された。

## 収録曲
特記以外の作詞・作曲はリンク先を参照のこと。
1. Baby Swing
  - 作詞・作曲：三谷泰弘
2. Danger Lady
3. Farewell Night
  - 作詞：林紀勝　作曲：柿沼清史/三谷泰弘/根本要
4. My Funky Valentine
  - 作詞・根本要/水野伸宏　作曲：根本要
5. 追憶
6. 言葉じゃいえないLoneliness
7. 街まで50マイル -My Old Friend-
8. Smiling Face
  - 作詞・作曲：三谷泰弘
9. One More Time
10. AMAZING GRACE
11. 夢伝説
12. GET CRAZY -PANIC IN THE ATTIC-
  - 作詞・作曲：根本要
13. Goin' Back To 1981
14. トワイライト・アヴェニュー